# Tori (judo)
Tori je označení útočníka v judu, pochází z japonštiny a znamená ten, kdo provádí chvat. Během zápasu se snaží Ukeho (obránce) hodit na žíněnku (tatami) pomocí různých technik (waza) chvatů a získat 10 bodů — (ippon) a tak i vítězství (gači).